# Kublov
Obec Kublov se nachází v okrese Beroun, kraj Středočeský, asi 16 km západně od Berouna. Žije zde 674 obyvatel.
Území obce Kublov je téměř obklopeno katastrálním územím obce Broumy; vesnice Broumy se nachází v blízkosti Kublova, asi 1,5 km severozápadně.

## Historie
První písemná zmínka o obci pochází z roku 1558.

## Geografie
Kublov se nachází pod osamělým kopcem Velíz (595 metrů nad mořem), bývalým významným sakrálním místem, kterýžto byl k těmto účelům pravděpodobně využíván i v dobách prehistorických. Na vrcholu Velíze lze najít pozůstatky dominikánské proboštství, legendární Bílou skálu a novověkou sochu pohanského boha Velese, od kterého se legendárně odvozuje název Velíz. Severně katastr sleduje povodí Kublovského potoka a v tomto prostoru, vyplněném poli a loukami, se nachází státem chráněná hrušeň a zemědělská usedlost Pec. Jižně a západně sleduje hranici lesa, přičemž zahrnuje buližníkovou Zdickou skalku a samotu Pískačka. Severozápadně Kublov stavebně splynul s chalupářskou osadou Malá Louka, která je počítána za součást Kublova. Katastr je odvodňován Kublovským potokem, pravým přítokem Pařezového potoka, který se ve Zdicích vlevá zleva do Litavky.
Obcí prochází silnice III/23613 propojující Karlov a Žebrák, obcí procházející silnice III/23614 je spojkou mezi silnicemi III/23615 a III/2352, které propojují Svatou a Líšnou, respektive Broumy a Březovou.

### Územněsprávní začlenění
Dějiny územněsprávního členění od roku 1850 do současnosti. V chronologickém přehledu je uvedena územně administrativní příslušnost obce v roce, kdy ke změně došlo:
- 1850 země česká, kraj Praha, politický okres Rakovník, soudní okres Křivoklát[4]
- 1855 země česká, kraj Praha, soudní okres Křivoklát
- 1868 země česká, politický okres Rakovník, soudní okres Křivoklát
- 1939 země česká, Oberlandrat Kladno, politický okres Rakovník, soudní okres Křivoklát[5]
- 1942 země česká, Oberlandrat Praha, politický okres Rakovník, soudní okres Křivoklát[6]
- 1945 země česká, správní okres Rakovník, soudní okres Křivoklát[7]
- 1949 Pražský kraj, okres Hořovice[8]
- 1960 Středočeský kraj, okres Beroun
- 2003 Středočeský kraj, obec s rozšířenou působností Beroun

### Rok 1932
V obci Kublov (936 obyvatel, poštovní úřad) byly v roce 1932 evidovány tyto živnosti a obchody: nákladní autodopravce, 2 autodrožky, cihelna, 2 obchody s dřívím, 2 holiči, 4 hostince, 2 koláři, Dělnický konsum, 2 kováři, 2 krejčí, mlýn, obchod s motocykly, obuvník, 2 pily, obchod s lahvovým pivem, 2 řezníci, 6 obchodů se smíšeným zbožím, spořitelní a záložní spolek pro Kublov, trafika, 3 truhláři, zámečník.

## Pamětihodnosti
- Pamětní síň J. L. Zvonaře
- Zbytky kláštera v budově dnešní márnice na vrchu Velíz
- Výšinné neopevněné sídliště Velíz (vrchol 595 m n. m.), archeologické naleziště na stejnojmenném vrchu
- Kostel Narození svatého Jana Křtitele, na vrchu Velíz
- Rodný dům Josefa Leopolda Zvonaře
- Přírodní rezervace Jouglovka – nedaleko obce
- Přírodní památka Zdická skalka u Kublova – nedaleko obce
- Fara

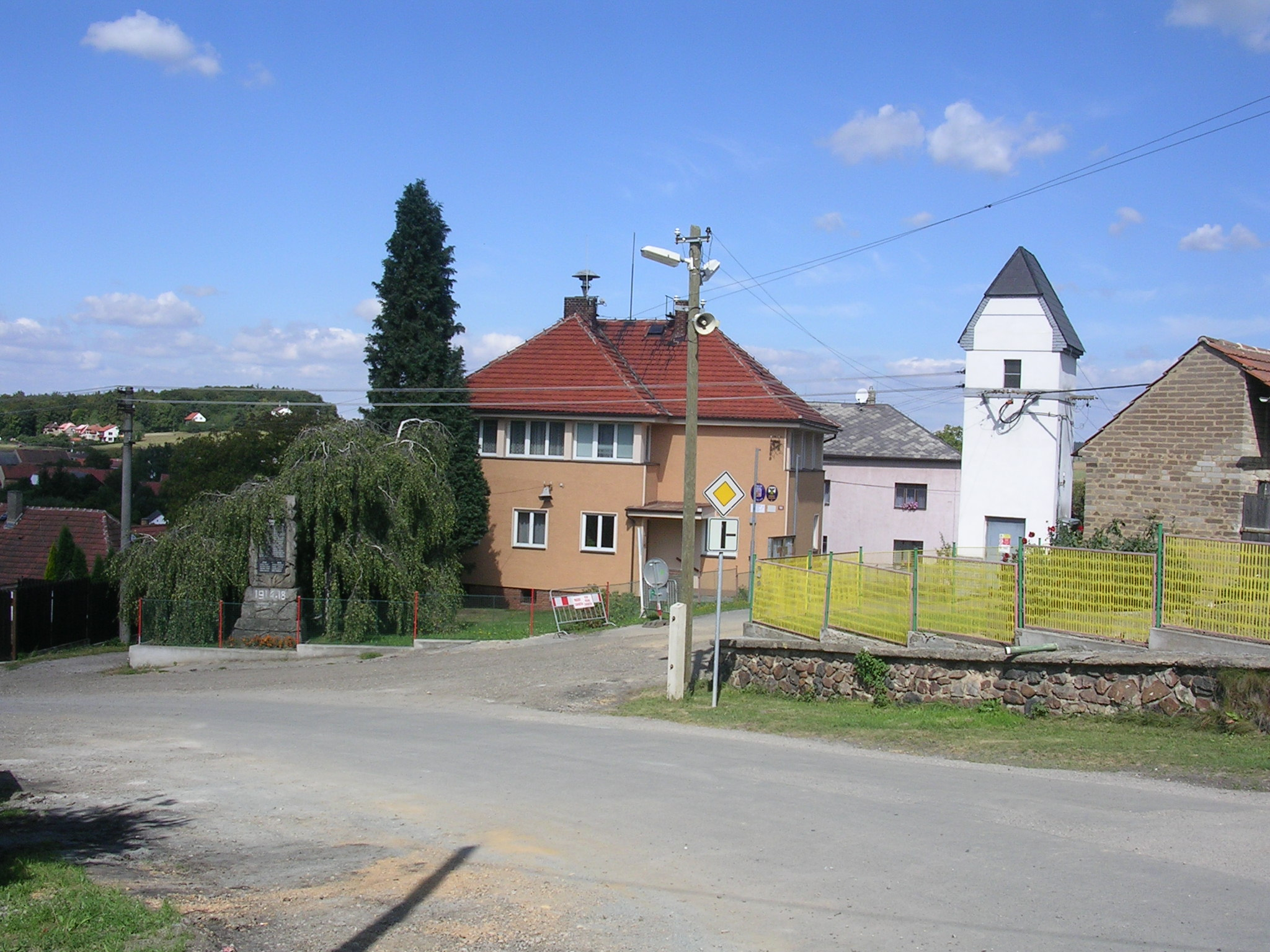
Obecní úřad s pomníkem obětem válek
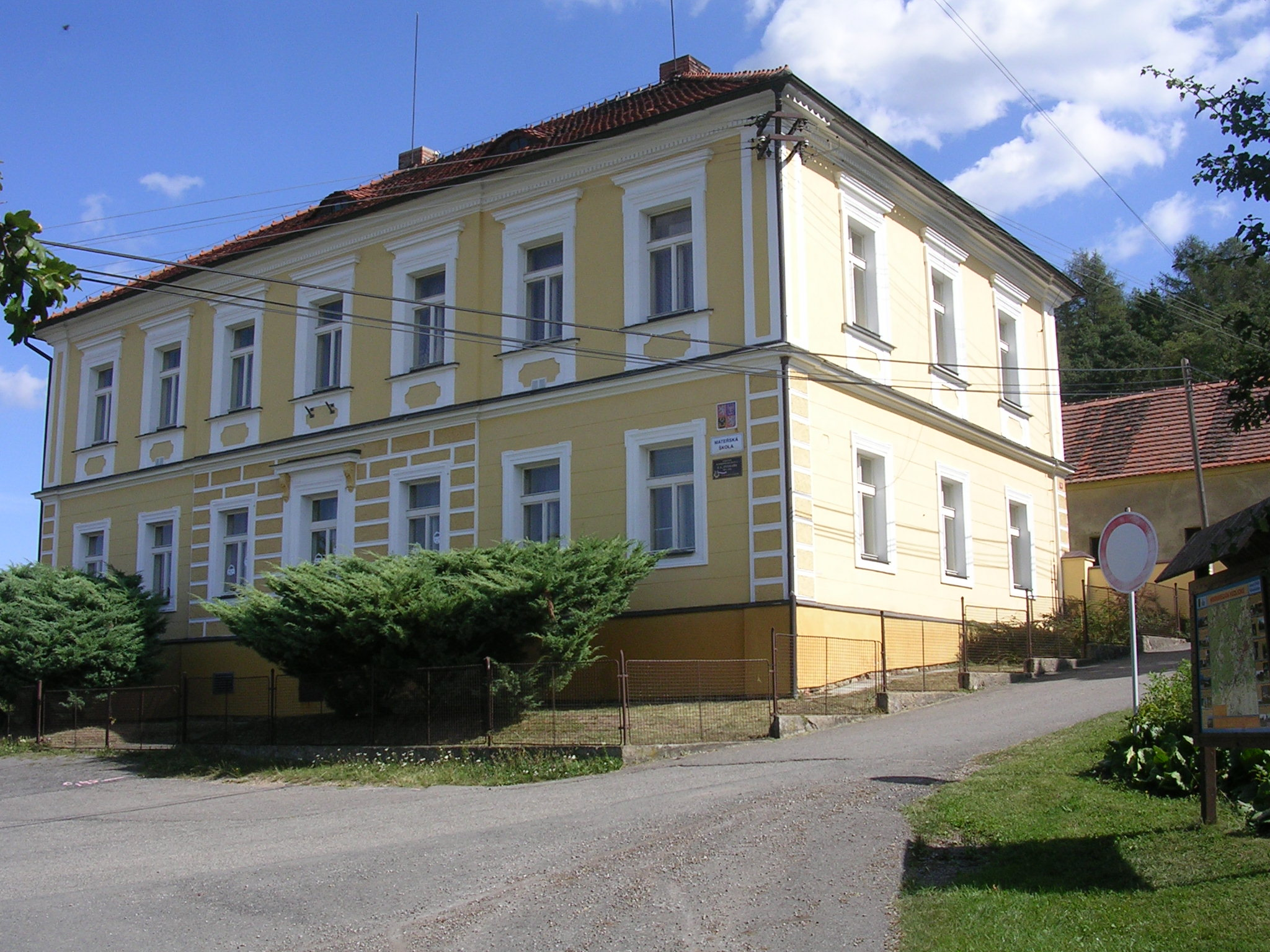
Budova mateřské školy a hudební školy s pamětní síní Josefa Leopolda Zvonaře
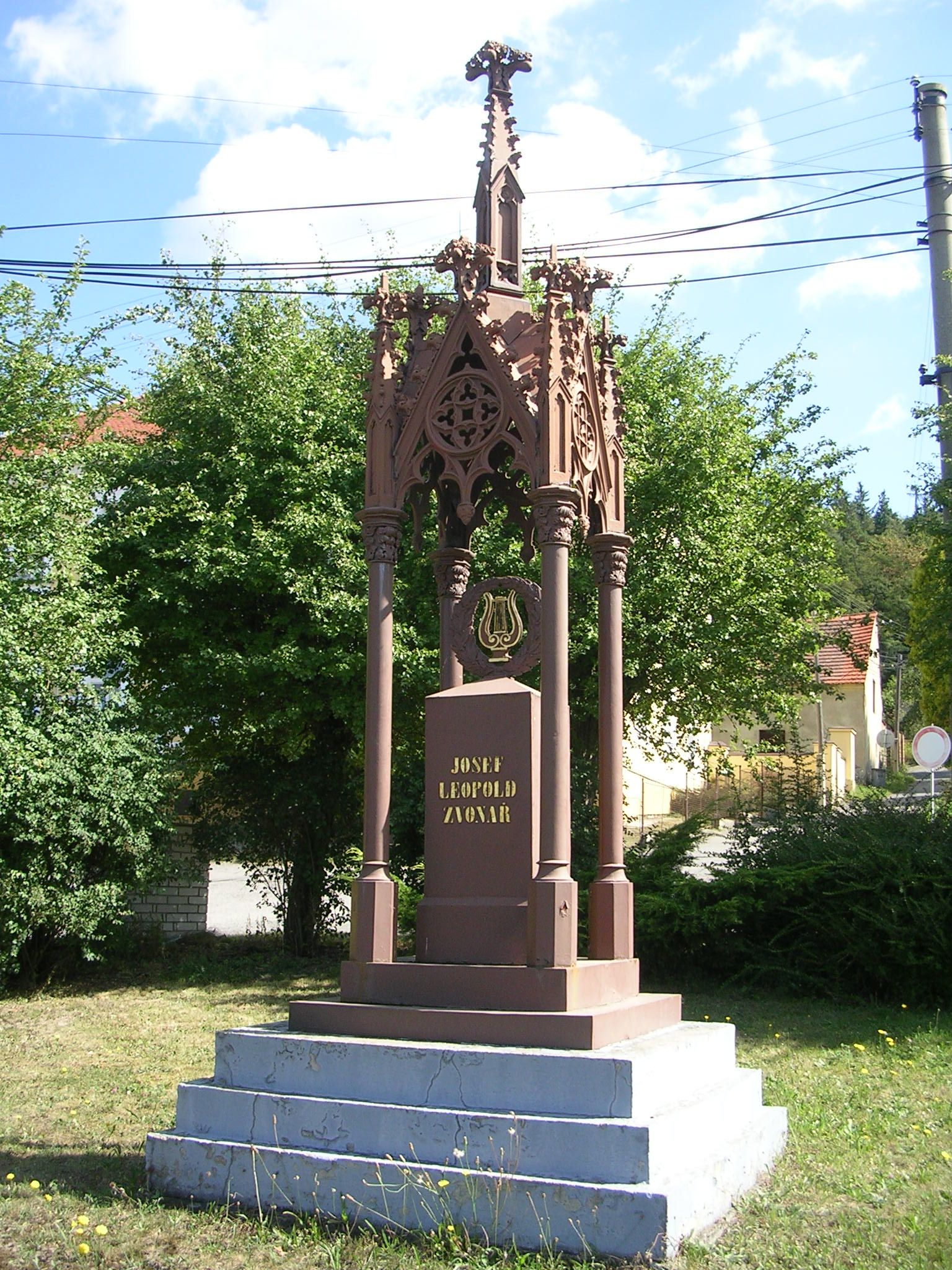
Památník J. L. Zvonařovi z roku 1871
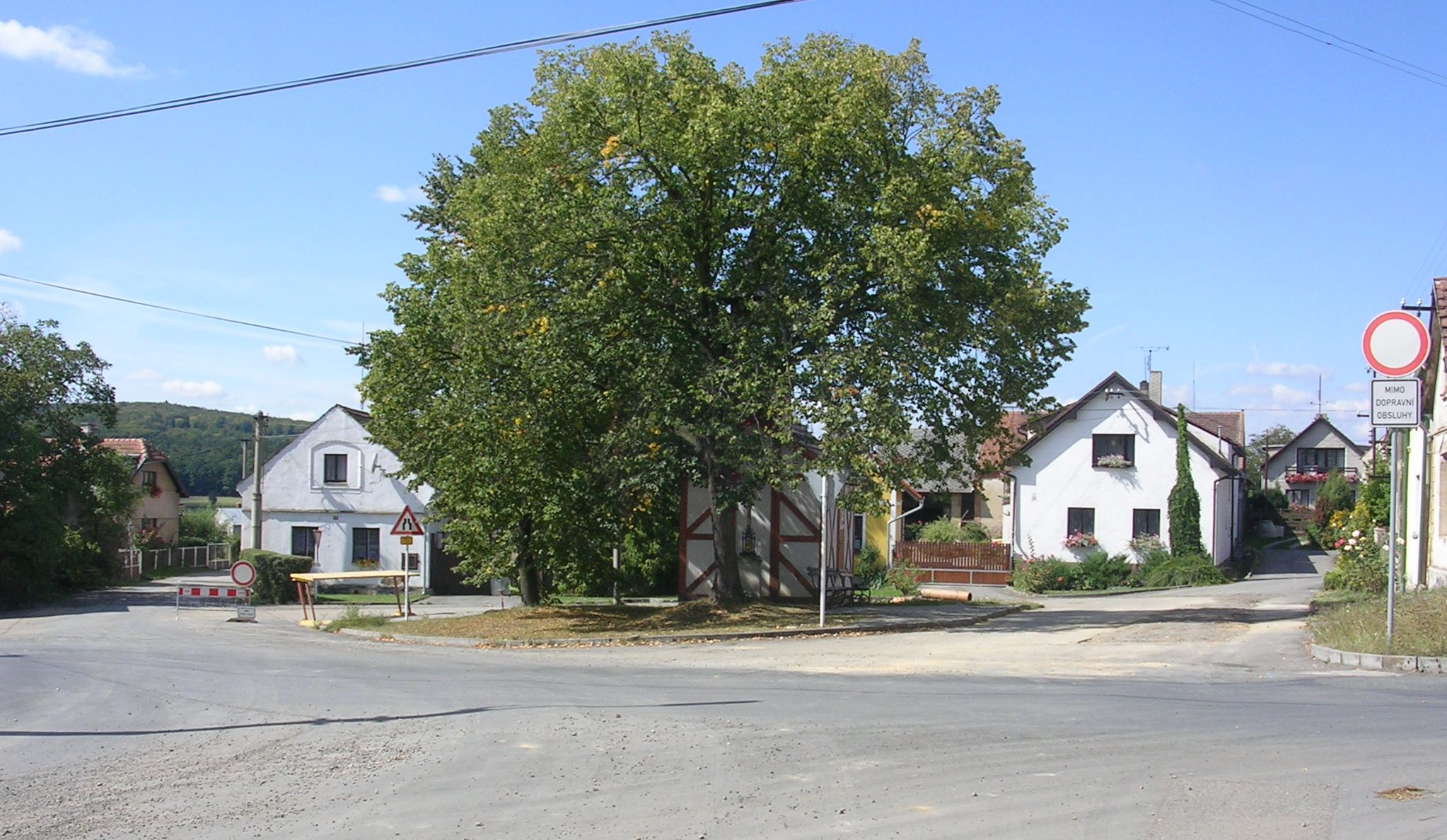
Náves se zvoničkou

## Doprava
Dopravní síť
- Pozemní komunikace – Do obce vedou silnice III. třídy.
- Železnice – Železniční trať ani stanice na území obce nejsou.

Veřejná doprava 2011
- Autobusová doprava – Autobusové linky projíždějící obcí vedly do těchto cílů: Beroun, Branov, Hořovice, Praha, Skryje, Žebrák (dopravce PROBO BUS, a. s.).